# Otto Canella
Pour les articles homonymes, voir Canella (homonymie).
Otto Canella est un homme d'État génois, qui fut consul de la république de Gênes en 1133, laquelle avait été fondée en 1099. Deux de ses fils seront consuls également, dont Grimaldo — qui ne porte aucun nom patronymique — sera la tige de la maison souveraine des Grimaldi et des maisons des Grimaldi de Nice, de Beuil, de Cagnes et d'Antibes, de Puget et de Calabre